# 原地转向
原地转向為坦克、挖土機及其他一些履帶車輛的一種作動方式。它利用左右履帶等速且相反的轉動使之原地旋轉，使旋轉軸心位於車體中心，因此沒有旋轉弧度。

## 概述
相比於旋轉轉彎，原地转向只需要非常小的空間，因此被用於許多空間狹窄的工程上。原地转向缺點是對於地面以及履帶的負荷相當大，以及為了讓履帶能夠左右反轉，需要有相當複雜的傳動系統。
在坦克方面上，即使在第二次世界大戰中，能夠使用原地转向的車輛也屬少量，乃因當時的技術不純熟，並且為了快速生產，許多車輛並沒有採用。在當時，英國有邱吉爾戰車、克倫威爾戰車。而在德國，自從三號戰車便出現了此類系統，之後的四號戰車、虎式戰車也都能夠進行原地转向，尤其在重戰車上大量採用，但履帶容易脫落，並且傳動系統容易故障。在美國，戰後的M41華克猛犬和M46巴頓戰車使用的交叉傳動式變速器則是一個較可行的方案，因此後來陸續為各國所採用。
在現代，幾乎所有包括北約成員在內的西方主戰車皆能夠使用原地转向，日本陸上自衛隊的74式戰車、90式戰車和10式戰車也可使用。
蘇聯由于战术思想原因并不重视该功能，所製造的戰車都幾乎無法進行原地转向。包含由蘇聯戰車改變而來的許多中國戰車以及東方集團的戰車也沒有此功能。新型阿瑪塔重型履帶通用平台是俄罗斯少數有此功能的車系。。20世纪90年代，中国在出口用的90-II式坦克上引进西方自动变速箱，首次实现了车体的原地转向 。经过7年的技术攻关，中国于21世纪初成功自主研制出新型国产综合传动装置，并装备于99A式坦克和VT-4主战坦克等第三代主战坦克的改进型，这些坦克都具备原地转向功能。